# Liste der Monuments historiques in Ville-sur-Arce
Die Liste der Monuments historiques in Ville-sur-Arce führt die Monuments historiques in der französischen Gemeinde Ville-sur-Arce auf.

## Liste der Immobilien
| Bezeichnung     | Beschreibung            | Standort          | Kennzeichnung | Schutzstatus | Datum | Bild           |
| --------------- | ----------------------- | ----------------- | ------------- | ------------ | ----- | -------------- |
| Kirche St-Aubin | aus dem 16. Jahrhundert | Grande Rue (Lage) | PA00078325    | Inscrit      | 1991  | weitere Bilder |

## Liste der Objekte
| Bezeichnung                      | Beschreibung | Standort                      | Kennzeichnung | Schutzstatus | Datum | Bild |
| -------------------------------- | --- | ----------------------------- | ------------- | ------------ | ----- | ---- |
| Skulptur Heiliger Sebastian      | Eichenholz, farbig gefasst, 16. Jahrhundert | in der Kirche St-Aubin (Lage) | PM10002843    | Classé       | 1959  |      |
| Skulptur eines heiligen Bischofs | Kalkstein, farbig gefasst, erste Hälfte des 16. Jahrhunderts                                                                                            | in der Kirche St-Aubin (Lage) | PM10002847    | Classé       | 1959  |      |
| Gemälde Stiftung des Roenkranzes | Ölfarbe auf Leinwand, Holzrahmen, 17. Jahrhundert; nur der Rahmen erhalten                                                                              | in der Kirche St-Aubin (Lage) | PM10002849    | Classé       | 1984  |      |
| Skulptur Heilige Katharina       | Eichenholz, farbig gefasst, 17. Jahrhundert | in der Kirche St-Aubin (Lage) | PM10002844    | Classé       | 1959  |      |
| Skulptur Heiliger Nikolaus       | Kalkstein, farbig gefasst, 16. Jahrhundert | in der Kirche St-Aubin (Lage) | PM10002846    | Classé       | 1959  |      |
| Skulptur Heiliger Antonius       | Kalkstein, farbig gefasst, 16. Jahrhundert; in der Mairie deponiert                                                                                     | in der Kirche St-Aubin (Lage) | PM10002845    | Classé       | 1959  |      |
| Skulptur Madonna mit Kind        | Kalkstein, farbig gefasst, 16. Jahrhundert | in der Kirche St-Aubin (Lage) | PM10002842    | Classé       | 1959  |      |
| Hauptaltar                       | Altartisch, Altaraufbau und Tabernakel; Holz, farbig gefasst und vergoldet, zweite Hälfte des 18. Jahrhunderts; im Kathedralschatz von Troyes deponiert | in der Kirche St-Aubin (Lage) | PM10002848    | Classé       | 1959  |      |